# Полёт к тысячам солнц
«Полёт к тысячам солнц» — советский научно-популярный фильм режиссёра А. Ерина.

## Сюжет
Во время ночной рыбалки молодой учёный рассказывает мальчику о устройстве Вселенной, о системе галактик и т. д.
В своих мечтах мальчик переносится в будущее, воображая себя командиром космического корабля.

## В ролях
- В. Бирцев — молодой учёный
- Миша Эсс — мальчик

## Съёмочная группа
- Автор сценария — В. Пономарёв.
- Режиссёр — А. Ерин.
- Операторы — А. Лаврентьев, А. Романенко.
- Художник — В. Первунин.
- Композитор — Л. Пригожин

## Художественные особенности
Фильм построен на синтезе научно-популярного и игрового кино.